# Pedro Benito Pineda
Pedro Benito Pineda (León, 1827) fue un político nicaragüense, quien ocupó el cargo de Consejero Jefe del Estado de Nicaragua, encargado del Poder Ejecutivo del 17 de septiembre de 1826 hasta el 26 de febrero de 1827 (con residencia en Granada, en oposición a Juan Argüello en León).

## Familia
Estuvo casado con Juana Rufina Ugarte Selva y fue el padre de José Laureano Pineda Ugarte, Supremo Director del Estado de Nicaragua de 1851 a 1853.

## Vida política
Con las forzadas elecciones de 1826 y la instalación de la primera Asamblea Legislativa del Estado bajo el control del Vicejefe Juan Argüello el 13 de agosto de 1826 se produce una crisis política en Nicaragua. 
El 17 de septiembre, un grupo minoritario de diputados conservadores de la Asamblea que se oponía a Argüello se trasladó de León a Granada para evitar la presión por parte del Vicejefe y se instaló allí como una Asamblea en disidencia. 
Por falta del cuórum, los constituyentes hicieron concurrir representantes propietarios y suplentes del distrito de Granada, causa por la que este órgano legislador llegó a ser conocido como La Asambleíta.

### Ascenso al poder
La Asamblea así reunida proclamó la destitución de Argüello y resolvió depositar el Poder Ejecutivo en uno de los Consejeros, por haberse negado a reasumir el cargo el exjefe conservador Manuel Antonio de la Cerda, retirado en su hacienda sin intención de volver a la política. De esta forma, fue designado el Consejero Pedro Benito Pineda.
Al aceptar el cargo, Pineda nombró como su Ministro General a José Miguel De la Cuadra Montenegro (1773 - 27 de abril de 1827), natural de León, con quien sostuvo una estrecha amistad personal y que al igual que él era también mulato. Era conocido generalmente como Miguelito y sus contemporáneos le atribuían un distinguido talento e inteligencia.

### Caída del poder
Continuándose el enfrentamiento con el Vicejefe Argüello, en febrero de 1827 la Asamblea de Granada emprendió la tentativa de trasladar su residencia a otra ciudad junto con todos los funcionarios del Poder Ejecutivo que había nombrado.
Sin embargo, Juan Argüello, contando con un poderoso apoyo entre la población de Granada, en su mayoría liberal, logró que sus agentes instigasen a los ciudadanos a iniciar un levantamiento. Al momento cuando los representantes de la Asamblea y los funcionarios del Gobierno estaban saliendo de la ciudad, fueron atacados en el barrio de Jalteva (Xalteva) por el pueblo en masa, que dispersó a la escolta, que custodiaba los fugitivos. No obstante, algunos de éstos lograron huir de Granada, refugiándose en Managua, que permanecía fiel a la causa conservadora.  
En medio de la confusión, Pineda logró esconderse en casa de Silvestre Selva, partidario de Argüello. No aceptó medios para huir que le fueron propuestos, creyendo que por su pelo y color de mulato era más cercano al pueblo y de esa forma evitaba el odio general.

### Muerte
No obstante, fue capturado y llevado como prisionero a León por el camino de Tipitapa, para evitar el tránsito por Managua, donde predominaban los conservadores. La misma suerte corrió también el ministro De la Cuadra. 
El 27 de abril de 1827 Pineda y Cuadra fueron asesinados en el cuartel penal de León por una escolta al mando de Luis Blanco Sanabria.

### Nulidad de su designación
Posteriormente, la designación del Consejero Pineda (quien actuó de facto luego de ser designado en disidencia), efectuada por la Asamblea de Granada, fue declarada nula en conformidad con el Decreto del 23 de mayo de 1830, 

declarando nulos todos los actos emanados de la Asamblea instalada en León el 13 de agosto de 1826, y los de los de Granada que se reorganizó el 17 de Septiembre del mismo año".